# 仙波隆三
仙波 隆三（せんば りゅうぞう、1952年<昭和27年>1月2日 - ）は、日本の地方公務員。愛媛県教育長、同県副知事、同県社会福祉事業団理事長を歴任。瑞宝中綬章受章。

## 人物・経歴
愛媛県松山市出身。 1974年3月 松山商科大学経営学部卒業、同年4月 愛媛県庁入庁、環境政策課長、2007年 (平成19年) 4月 農林水産部森林局長、2009年4月 保健福祉部長、2012年4 月 愛媛県教育委員会教育長、2015年7月 長谷川淳二副知事の総務省復帰に伴い副知事就任。2016年7月 総務部長の原昌史を後任として副知事退任、同年8月 愛媛県社会福祉事業団理事、2019年 (令和元年) 6月 愛媛銀行取締役。

## その他役職
- 愛媛県障がい者スポーツ協会会長[5]

## 栄典
- 2022年4月 春の叙勲で地方自治功労により瑞宝中綬章受章[6]